# Холокост в Петриковском районе (Гомельская область)
Холокост в Пе́триковском районе (Гомельская область) — систематическое преследование и уничтожение евреев на территории Петриковского района Гомельской области оккупационными властями нацистской Германии и коллаборационистами в 1941—1944 годах во время Второй мировой войны, в рамках политики «Окончательного решения еврейского вопроса» — составная часть Холокоста в Белоруссии и Катастрофы европейского еврейства.

## Геноцид евреев в районе
Петриковский район был полностью оккупирован немецкими войсками в середине августа 1941 года, и оккупация продлилась более трёх лет — до июля 1944 года. Нацисты включили Петриковский район в состав территории, административно отнесённой в состав генерального округа «Житомир» рейхскомиссариата Украина.
Для осуществления политики геноцида и проведения карательных операций сразу вслед за войсками в район прибыли карательные подразделения войск СС, айнзатцгруппы, зондеркоманды, тайная полевая полиция (ГФП), полиция безопасности и СД, жандармерия и гестапо.
Во всех крупных деревнях района были созданы районные (волостные) управы и полицейские гарнизоны из коллаборационистов.
Одновременно с оккупацией нацисты и их приспешники начали поголовное уничтожение евреев. «Акции» (таким эвфемизмом гитлеровцы называли организованные ими массовые убийства) повторялись множество раз во многих местах. В тех населенных пунктах, где евреев убили не сразу, их содержали в условиях гетто вплоть до полного уничтожения, используя на тяжелых и грязных принудительных работах, от чего многие узники умерли от непосильных нагрузок в условиях постоянного голода и отсутствия медицинской помощи.
За время оккупации практически все евреи Петриковского района были убиты, а немногие спасшиеся в большинстве воевали впоследствии в партизанских отрядах.
Евреев в районе убивали в Петрикове, посёлках Копаткевичи, Копцевичи, Куритичи, деревнях Бабуничи, Комаровичи, Фастовичи, Лучицы, Дорошевичи, Новосёлки, Птичь, Оголичская Рудня, Сметаничи и других местах.

## Гетто

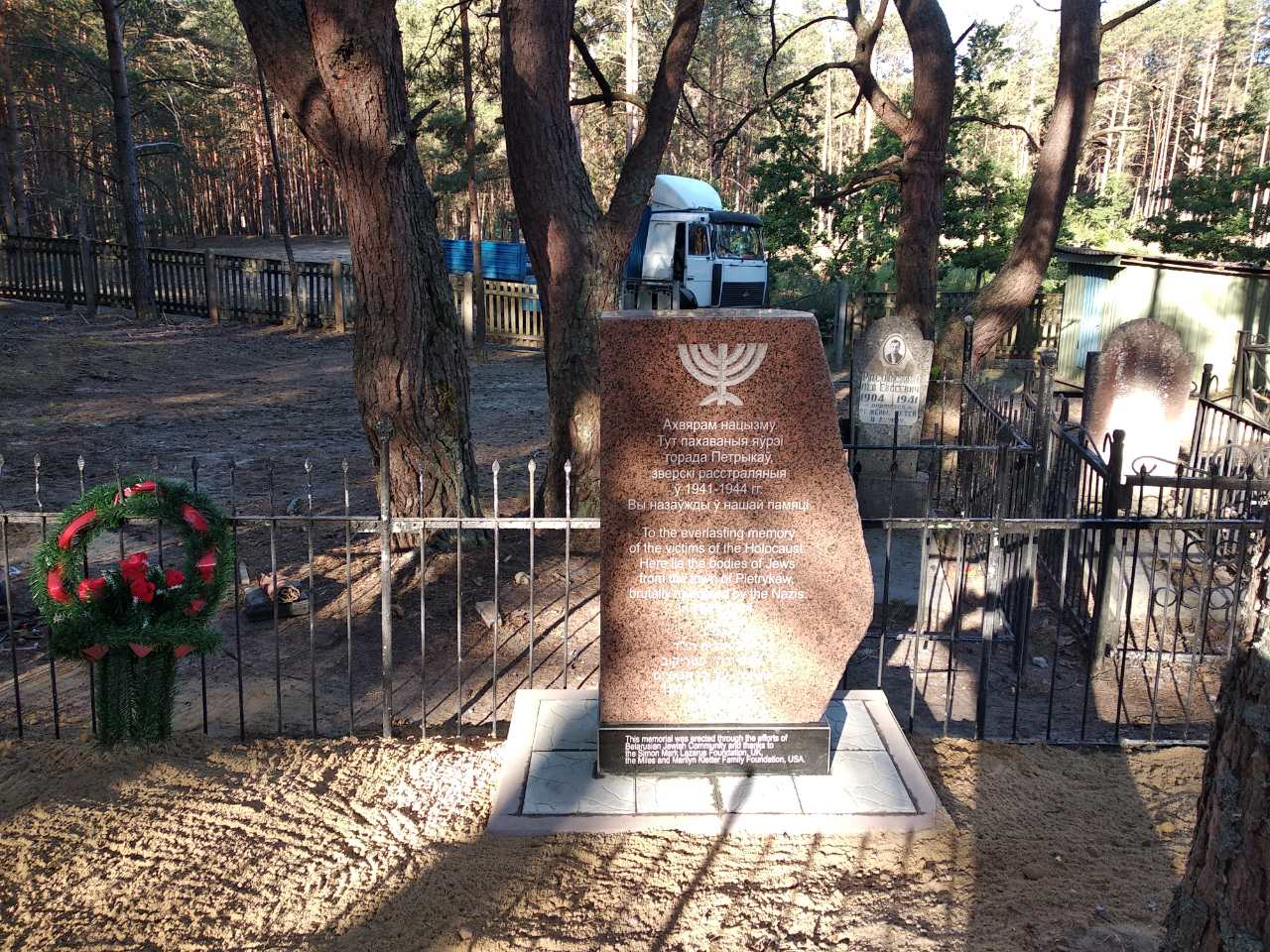
Памятник убитым евреям Петрикова

Оккупационные власти под страхом смерти запретили евреям снимать желтые латы или шестиконечные звезды (опознавательные знаки на верхней одежде), выходить из гетто без специального разрешения, менять место проживания и квартиру внутри гетто, ходить по тротуарам, пользоваться общественным транспортом, находиться на территории парков и общественных мест, посещать школы.
Реализуя нацистскую программу уничтожения евреев, немцы создавали гетто почти во всех городах и населённых пунктах Беларуси, где проживало еврейское население. Так и в Петриковском районе оккупанты организовали 5 гетто.
- В гетто города Петриков (сентябрь 1941 — апрель 1942) были замучены и убиты 770 евреев.

### Гетто в Копаткевичах
В 1939 году в посёлке Копаткевичи жил 881 еврей (36,45 % населения). К началу войны число евреев увеличилось за счёт беженцев из Польши. Эвакуироваться смогла только малая часть евреев. Копаткевичи находились под нацистской оккупацией 2 года и 11 месяцев — с 1 августа 1941 года до 30 июня 1944 года
Сразу после оккупации евреям приказали сдать деньги, драгоценности, меха и все транспортные средства — телеги, велосипеды, повозки, запретили появляться без нашитых на спине и левой стороне груди желтых звёзд и согнали в гетто. Раввином в Копаткевичах перед войной был раввин из Пинска. Впоследствии он был убит вместе с копаткевичской общиной.
Под гетто немцы отвели центральную часть посёлка с базарной площадью. Её огородили колючей проволокой, согнали туда всех евреев и запретили им выход без специального разрешения. Граница гетто охранялась немцами с овчарками и полицаями. Никаких продуктов евреям не выдавали, а имеющуюся еду сразу конфисковали. Узников постоянно избивали и над ними всячески издевались. Из-за скученности, голода и отсутствия хоть какой-то медицинской помощи узники болели и умирали.
В конце сентября 1941 года все евреям Копаткевичей приказали собраться на базарной площади. Тех, кто не мог двигаться, убивали на месте. Прятавшихся вытаскивали из укрытий. Собравшихся евреев, в основном, стариков, женщин и детей, выстроили в колонну и под охраной немцев с собаками и полицаев погнали к реке Птичь. У реки людей начали расстреливать из пулемёта. Детей накалывали на штыки и соревновались, кто дальше закинет тельце в реку. По показаниям свидетелей, немцы и полицаи во время убийства очень веселились и радостно смеялись. Расстреляли не всех. Оставшишся в живых вернули в гетто и подвергали ещё большим, чем прежде, глумлениям и издевательствам.
В ноябре 1941 года всех ещё способных передвигаться узников построили в колонну и погнали к северо-востоку от Копаткевичей в концлагерь Сосновый Бор. Полуживых людей гнали через реку Птичь и полузамёрзшие болота в Козловичи, затем — в Василевичи и в Сосновый Бор. Упавших и отстающих убивали на месте. В Сосновом Бору всех дошедших убили.
В марте 1942 года в Копаткевичах расстреляли 23 еврея, а 12 заживо сожгли на еврейском кладбище.
Всего, по данным ЧГК, были убиты 2897 евреев из Копаткевичей и близлежащих деревень. Немногие вырвавшиеся из гетто воевали партизанских отрядах. В 1968 году на братской могиле убитых евреев был установлен обелиск. Опубликованы неполные списки убитых евреев в Копаткевичах.

### Гетто в Копцевичах
В 1939 году в посёлке Копцевичи жили 5014 евря (19,1% населения). Посёлок был оккупирован нацистами до 5 июля 1944 года. Евреев посёлка переписали, ограбили, согнали в гетто и использовали на тяжёлых принудительных работах. В конце сентября 1941 года немцы расстреляли 25 евреев (женщины, дети и старики) в урочище Железницы, а в октябре этого же года — закопали живыми последних 71 еврея.
Всего в Копцевичах были убиты 96 евреев. Опубликованы их неполные списки.

### Гетто в Мышанке
Оккупация деревни Мышанка продлилась до 20 июля 1944 года. Евреев деревни нацисты согнали в гетто и запретили появляться без нашитых на спине и груди желтых звёзд. Узников ежедневно использовали на самых тяжелых принудительных работах, в том числе, на строительстве железной дороги. Работать заставляли с раннего утра до позднего вечера, в любую погоду, отстающих или не выдержавших избивали или убивали на месте. На работу гоняли колоннами под охраной немцев и полицаев.
Опубликованы неполные списки убитых евреев в деревне Мышанка.

### Гетто в Птичи
Сразу после оккупации деревни Птичь немцы приказали евреям сдать деньги, драгоценности, меха и все транспортные средства — телеги, велосипеды, повозки. Затем евреев согнали в гетто и запретили появляться без нашитых на спине и левой стороне груди желтых звёзд. Узников гетто ежедневно использовали на самых тяжелых принудительных работах, в том числе, на строительстве железной дороги. Работать заставляли с раннего утра до позднего вечера, в любую погоду, отстающих или не выдержавших избивали или убивали на месте. На работу гоняли колоннами под охраной немцев и полицаев.
В сентябре 1941 года нетрудоспособных евреев вывели в лес к болоту за деревней и расстреляли. В декабре 1941 года в реке Птичь немцы утопили 8 евреев, а вскоре расстреляли ещё 25 человек. В 1942 году, перед праздником Песах, всех ещё живых евреев расстреляли у болота, где они строили гать для узкоколейки.
Опубликованы неполные списки убитых евреев в Птичи. Убитым жителям деревни установлен памятник.

## Случаи спасения и «Праведники народов мира»
В Петриковском районе два человека были удостоены почетного звания «Праведник народов мира» от израильского мемориального института «Яд Вашем» «в знак глубочайшей признательности за помощь, оказанную еврейскому народу в годы Второй мировой войны». Это Шурпач Лариса и Цылько Эмилия — которые спасли Петлах Симу и Зинаиду Роман в деревне Кошевичи.

## Память
Опубликованы неполные списки жертв геноцида евреев в Петриковском районе.
Памятники убитым евреям района установлены в Петрикове, Птичи, Копаткевичах и Комаровичах.